# Емануил Паламарев
Емануил Христов Паламарев е български ботаник палеоботаник, доктор на биологическите науки.

## Биография
Роден е на 24 април 1933 г. в Дупница в семейството на лекар. През 1957 г. завършва биология в Софийския университет. През 1960 г. защитава дисертация на тема: „Палеоботанически проучвания на чукуровския въглищен басейн". През 1963 г. специализира в Академията на науките на Германската демократична република, а през 1967 – 1968 г. в Института по палеонтология на Университета в Бон. От 1992 г. е старши научен сътрудник I степен. В периода 1989 – 2003 г. ръководи секция „Палеоботаника н поленов анализ" в Института по ботаника при Българска академия на науките. От 1989 до 1993 г. е научен секретар, а от 1993 до 2003 г. е директор на института. Чете лекции в Софийския университет и в Пловдивския университет. През 1996 г. е гост-професор в Университета във Франкфурт на Майн, Университета в Тюбинген, Хумболтовия университет в Берлин.
Умира на 28 януари 2004 г. Погребан е в парцел 7 на Централните софийски гробища.

## Научна дейност
Изучава терциерната флора по българските земи – таксономия на фосилните растения, палеоекология и еволюция на флората и растителността. Възстановява състава, характера и еволюцията на фосилната флора и растителност по българските земи, проследява палеоклиматичната еволюция, диференцира пет климатични фази. За пръв път предлага обобщена фитостратиграфска скала на миоценските флороносни елементи в България. Открива и описва 70 нови за науката видове растения и едно ново подсемейство, открива и съобщава над 430 нови вида за терциерната флора на България, Балканския полуостров и Европа.
По-значими научни трудове са:
- „Неогенската карпофлора на Мелнишкия басейн" (1982)
- Паламарев, Емануил Х.;  Петкова, Адриана С. Сарматска макрофлора //  Фосилите на България. Т. VIII (1).   София, Издателство на БАН, 1987.
- „Палеофлорните комплекси в централната част на Балканския полуостров и историята на тяхното развитие от долен олигоцен/миоцен до вилафранк" (1999, на немски език, в съавторство).